# Kendujhar
Kendujhar (o Keonjhar) è una suddivisione dell'India, classificata come municipality, di 51.832 abitanti, capoluogo del distretto di Kendujhar, nello stato federato dell'Orissa. In base al numero di abitanti la città rientra nella classe II (da 50.000 a 99.999 persone).

## Geografia fisica
La città è situata a 21° 37' 60 N e 85° 34' 60 E e ha un'altitudine di 595 m s.l.m..

## Società

### Evoluzione demografica
Al censimento del 2001 la popolazione di Kendujhar assommava a 51.832 persone, delle quali 27.501 maschi e 24.331 femmine. I bambini di età inferiore o uguale ai sei anni assommavano a 5.598, dei quali 2.882 maschi e 2.716 femmine. Infine, coloro che erano in grado di saper almeno leggere e scrivere erano 38.319, dei quali 21.950 maschi e 16.369 femmine.